# Xã Richwood, Quận Becker, Minnesota
Xã Richwood (tiếng Anh: Richwood Township) là một xã thuộc quận Becker, tiểu bang Minnesota, Hoa Kỳ. Năm 2010, dân số của xã này là 662 người.